# Terres de Vernissa
Les Terres de Vernissa és una sub-comarca de la Vall d'Albaida (País Valencià) de marcat caràcter agrari de secà a l'ombria del Benicadell.
La sub-comarca comprèn la Foia de Salem amb les poblacions de Salem (Vall d'Albaida), Beniatjar i el Ràfol de Salem, la històrica Baronia de Llutxent amb les poblacions de Quatretonda, Llutxent, Pinet i Benicolet i les Terres de Rugat amb Rugat, Aielo de Rugat, Castelló de Rugat, Montixelvo, La Pobla del Duc i Terrateig.
La zona oriental està circumscrita a l'àrea d'influència de Gandia, ja que tenen la seua continuació natural i històrica a la Safor, superat el lleu coll de Lautó, amb Llocnou de Sant Jeroni, Almiserà, Ròtova i Alfauir, mentre que la zona occidental ho fa respecte a l'àrea d'influència d'Ontinyent i en menor mesura a la de Xàtiva.